# Họ Chân bò
Tenebrionidae là một họ bọ cánh cứng được tìm thấy trên toàn thế giới, ước tính khoảng hơn 20.000 loài. Nhiều con bọ cánh cứng có cánh màu đen, dẫn đến tên gọi chung của họ là Bọ cánh cứng bóng tối. Ngoài 9 phân họ liệt kê ở đây, tông Opatrini của Tenebrioninae đôi khi được coi là một họ riêng biệt, và/hoặc Pimeliinae được bao gồm trong Tenebrioninae như một tông Pimeliini.
Loài bọ này ăn cả thực vật tươi và mục nát. Các động vật ăn thịt chính bao gồm chim, động vật gặm nhấm, sunspiders, và thằn lằn. Một số loài sống ở sa mạc Namib khô và đã phát triển các biến đổi giúp chúng thu nước từ sương ngưng tụ trên cánh cứng của chúng.

## Phân họ
- Phân họ Alleculinae
- Phân họ Coelometopinae
- Phân họ Diaperinae
- Phân họ Hypophloeinae
- Phân họ Lagriinae
- Phân họ Myrmechixeninae
- Phân họ Opatrinae
- Phân họ Phrenapatinae
- Phân họ Pimeliinae
- Phân họ Tenebrioninae

## Một số loài tiêu biểu
- Gnatocerus cornutus
- Tribolium confusum
- Tenebrio molitor
- Diaperis boleti
- Blaps mortisaga

## Hình ảnh

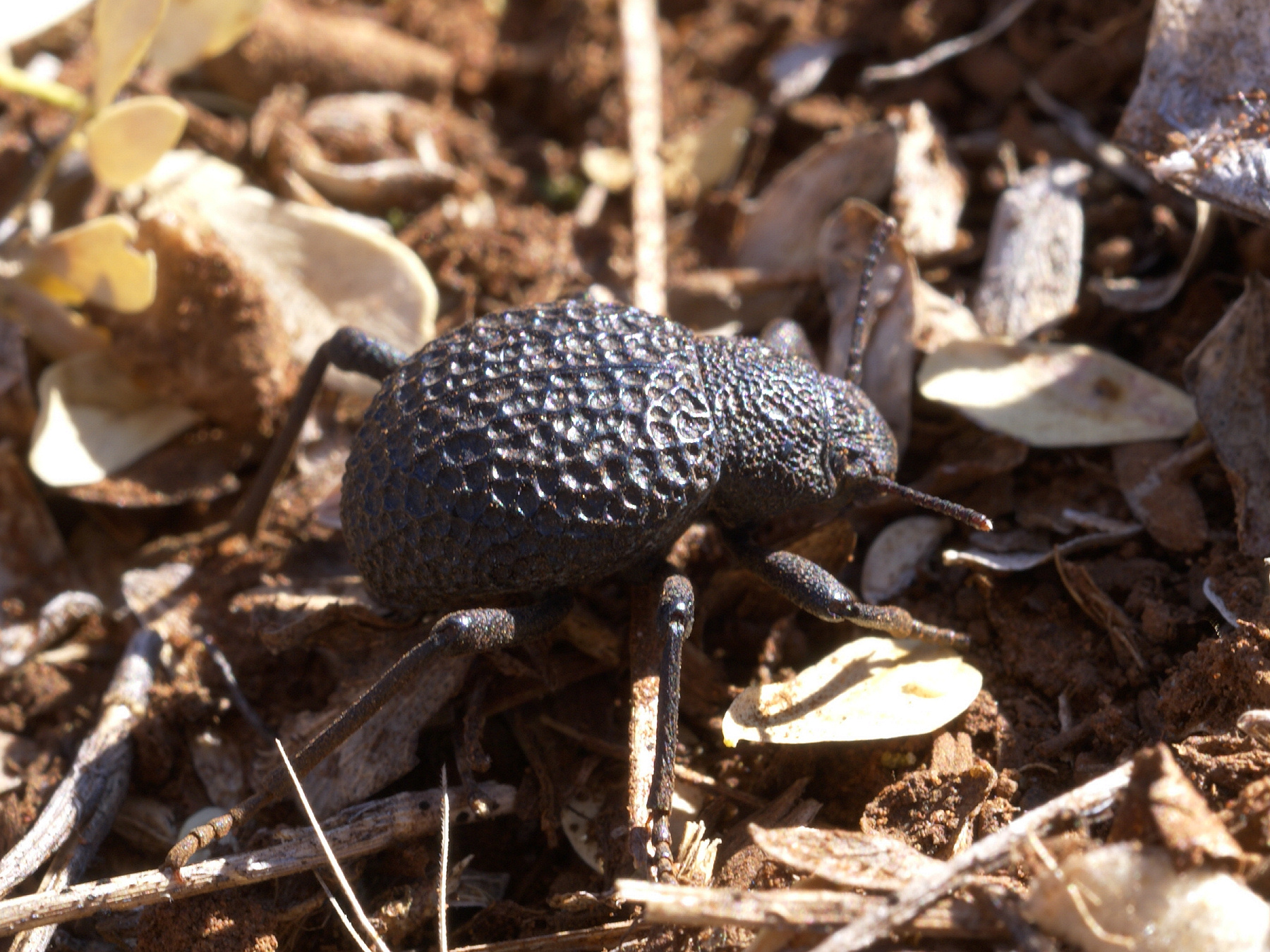
Alogenius cavifrons
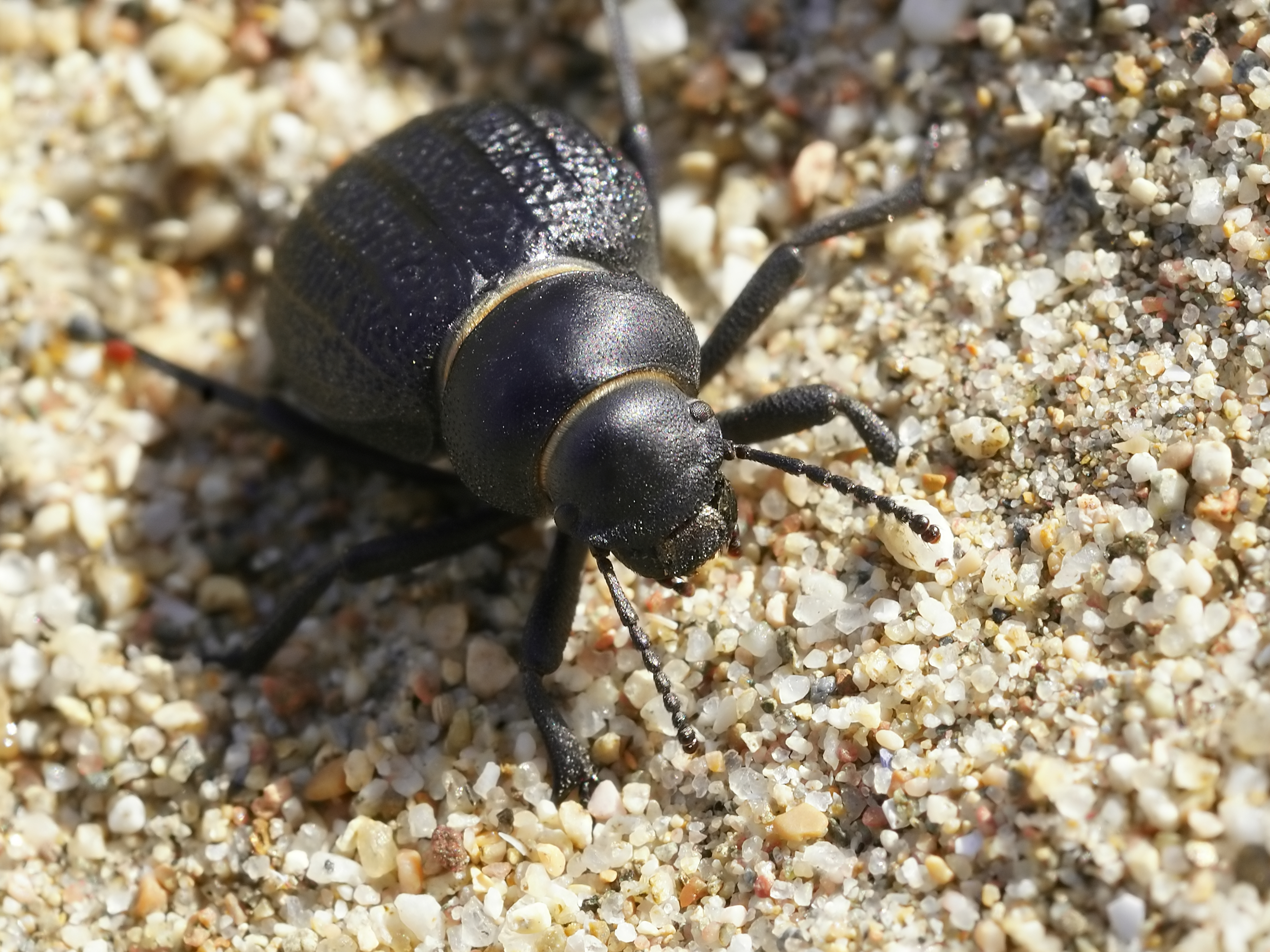
Pimelia modesta
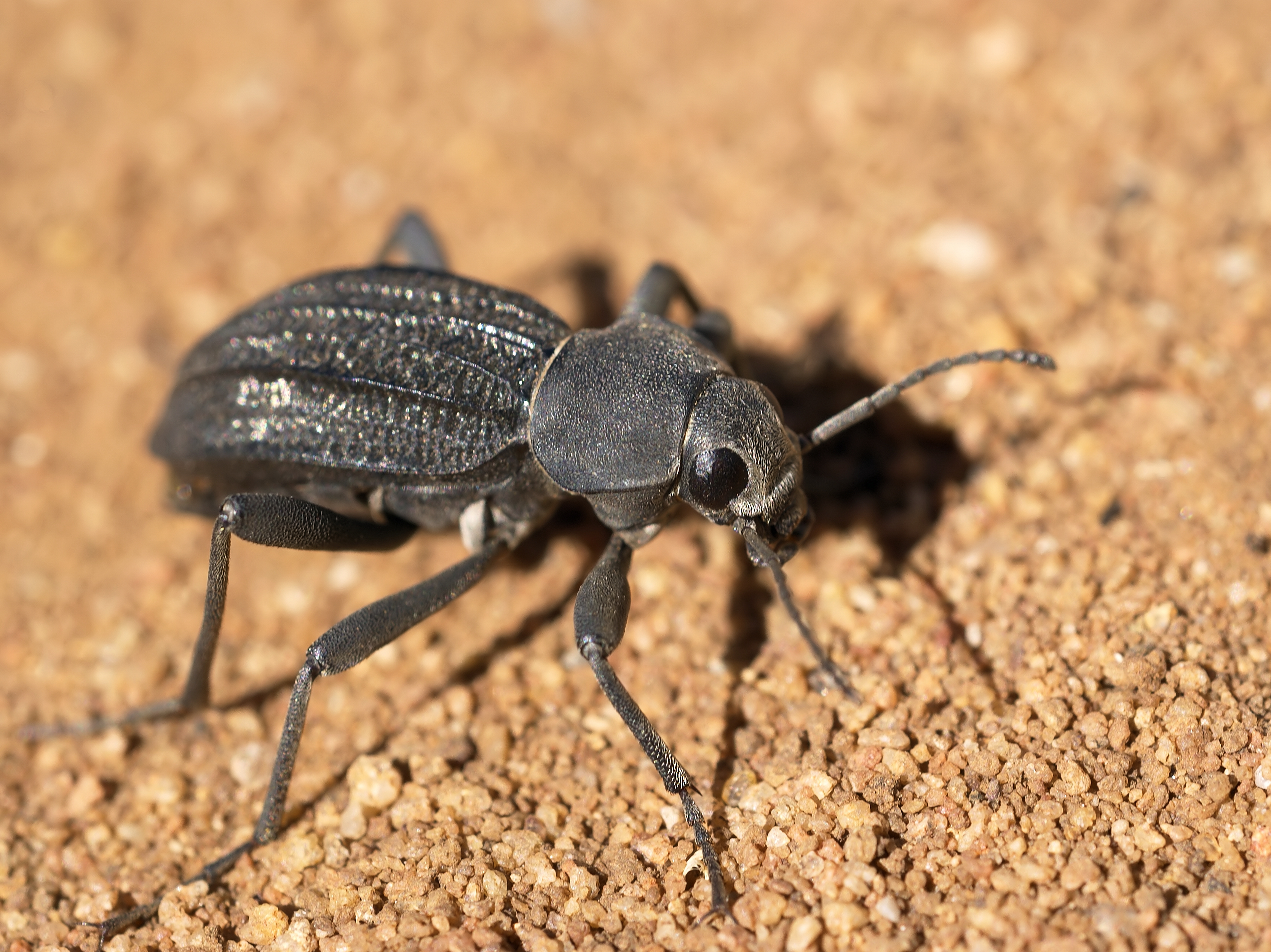
Somaticus aeneus
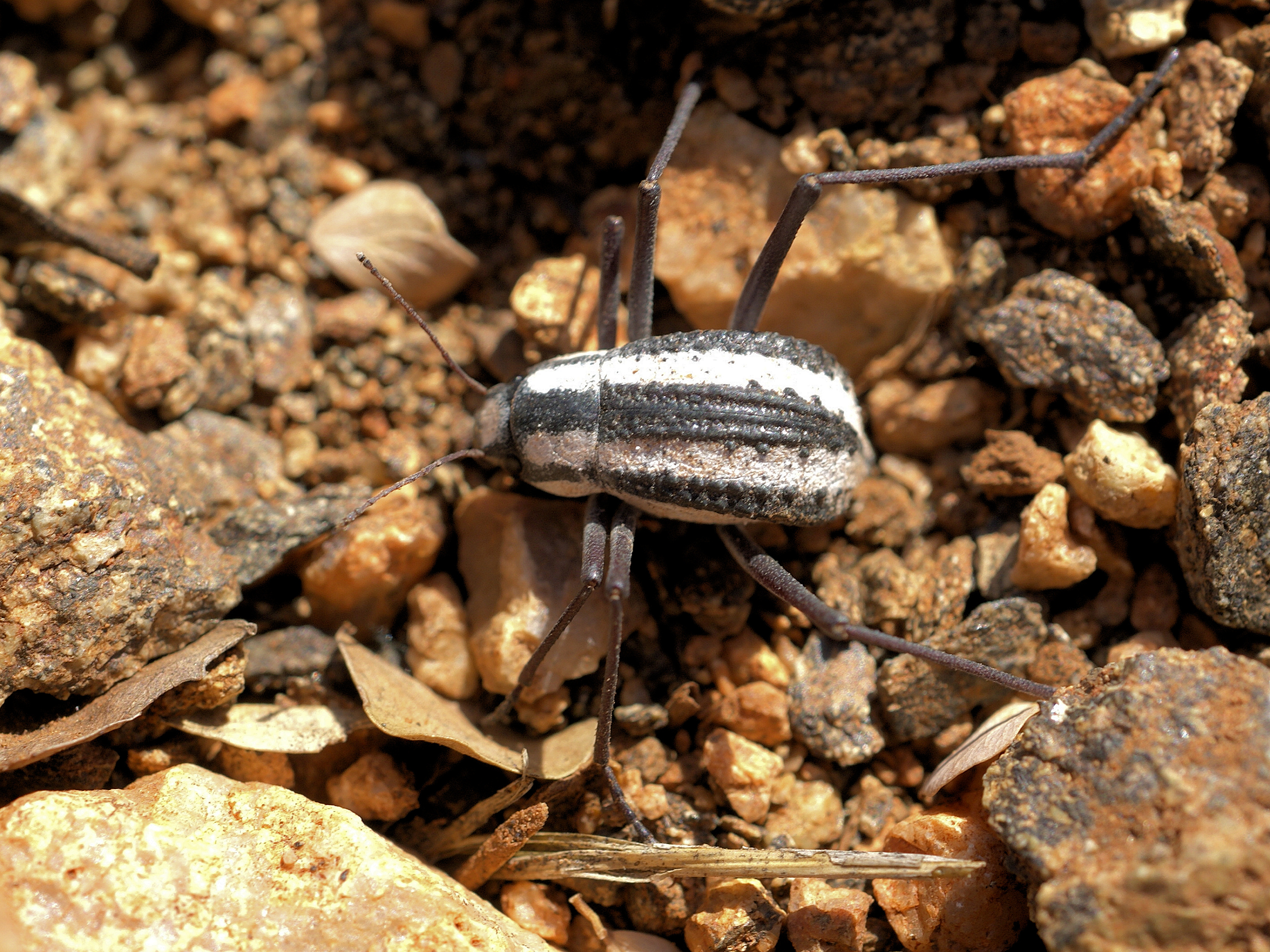
Stenocara gracilipes